# Bella Swan
Isabella "Bella" Marie Swan (later Bella Cullen) is een personage uit de boekenserie Twilight door Stephenie Meyer. In België en Nederland zijn de boeken Twilight, Nieuwe maan, Eclips en Morgenrood uitgegeven. Het eerste boek Twilight werd in 2008 verfilmd.

## Boeken

### Twilight
Alles begint bij de 17-jarige Bella Swan, die verhuist vanuit haar moeders huis in Phoenix, Arizona naar haar vader in Forks, Washington. Al snel wordt ze geïntrigeerd door een medestudent, Edward Cullen. Niet alleen zijn knappe uiterlijk maar ook de uiteenlopende reacties (bot, vriendelijk, mysterieus, speels) van Edward zelf, zorgen ervoor dat ze een indringende nieuwsgierigheid voelt om meer over hem te weten te komen.
Edward probeert haar steeds te ontmoedigen en houdt haar voor dat zelfs een vriendschappelijke relatie met hem te gevaarlijk is. Nadat Edward Bella's leven redt, ontbloot hij een stukje van zijn bovenmenselijke kenmerken. Op zoek naar antwoorden op haar vragen botst ze op een oude Indiaanse legende. Jacob Black, haar beste vriend, vertelt haar de legende waarin de familie Cullen bestempeld wordt als vampiers. Uiteindelijk geeft Edward de waarheid toe. Hij vertelt haar dat zijn familie echter enkel op dieren jaagt, niet op mensen. Deze morele keuze maakt Edward nog waardevoller in Bella's ogen.
Bella's liefde en vertrouwen in Edward blijven groeien ondanks alle gevaren en moeilijkheden. Tijdens een familie-uitje met de Cullens wordt Edwards vrees waarheid als Bella het doel wordt van een andere vampierjager, James en zijn vrienden. Met de hulp van zijn familie kan Edward Bella redden. Het maakt Bella meer en meer zeker over het feit dat ze ook een vampier moet worden. Maar dat ziet Edward niet zitten.

## Karakteristieken

### Innerlijk
Bella wordt beschreven als begrijpend, behulpzaam en intelligent. Bella heeft oog voor detail en een droge humor. Door een evenwichtsstoornis is Bella zeer onhandig. Maar later echter als ze vampier is geworden (in het boek Morgenrood), blijkt deze volledig verdwenen. Bella kan zeer slecht liegen. Ze vindt zichzelf een open boek naar anderen toe, maar zij is de enige wier gedachten Edward niet kan lezen (in Morgenrood wordt ze een vampier en een schild genoemd). Als mens kan ze de geur van bloed ruiken en ze wordt daardoor misselijk.
Door haar liefde voor Edward is ze vastbesloten zelf ook vampier te worden, maar in het deel Nieuwe maan wordt ze vrienden met Jacob Black (de weerwolf) doordat Edward haar heeft verlaten voor haar veiligheid. In het boek Eclips moet ze de keuze maken tussen Edward en Jacob, maar de liefde die ze voelt voor Edward is groter dan de liefde voor Jacob, die ze beschouwt als haar beste vriend.

### Uiterlijk
Bella wordt in de romans beschreven als een tenger jong meisje met bruine ogen en bruin haar met een soort rode glans erin als de zon erop schijnt. Ze heeft een hartvormig gezicht. Haar huidskleur is vrij bleek. Een meer gedetailleerde beschrijving over haar uiterlijk wordt nooit neergeschreven. Stephenie Meyer zegt zelf dat ze dit bewust deed zodat de lezer gemakkelijker zich zou verplaatsen naar het personage.